# Barnet and Camden (circonscription électorale de Londres)
Circonscription territorial de 
l'Assemblée de Londres
Barnet and Camden est une circonscription territorial de la London Assembly.
Elle recouvre les borough londoniens de Barnet et Camden
Son siège est actuellement détenu par Andrew Dismore du Parti travailliste.

## Membres de l'Assemblée
| Année | Année | Membre         | Parti        |
| ----- | ----- | -------------- | ------------ |
|       | 2000  | Brian Coleman  | Conservateur |
|       | 2012  | Andrew Dismore | Travailliste |

## Résultats de l'élection
Les élections ont lieu tous les quatre ans, la première ayant lieu en 2000.
| Parti                        | Parti                        | Candidat                     | Voix    | %    | ±     |
| ---------------------------- | ---------------------------- | ---------------------------- | ------- | ---- | ----- |
|                              | Travailliste                 | Andrew Dismore               | 81,482  | 44,3 | -0.4  |
|                              | Conservateur                 | Dan Thomas                   | 65,242  | 35,5 | +3.6  |
|                              | Green                        | Stephen Taylor               | 16,996  | 9,2  | -1.5  |
|                              | Libéral Démocrate            | Zack Polanski                | 11,204  | 6,1  | -2.2  |
|                              | UKIP                         | Joseph Langton               | 9,057   | 4,9  | +0.5  |
| Majorité                     | Majorité                     | Majorité                     | 16,240  | 8,7  | -4.1  |
| Total des suffrages exprimés | Total des suffrages exprimés | Total des suffrages exprimés | 183,981 | 98.8 | +0.4  |
| Votes nuls                   | Votes nuls                   | Votes nuls                   | 2,050   | 1.2  | -0.4  |
| Participation                | Participation                | Participation                | 186,031 | 48%  | +10.0 |
|                              | Travailliste retenir         | Travailliste retenir         | Swing   |      |       |

| Parti                        | Parti                                   | Candidat                                | Voix    | %     | ±     |
| ---------------------------- | --------------------------------------- | --------------------------------------- | ------- | ----- | ----- |
|                              | Travailliste                            | Andrew Dismore                          | 74,677  | 44,7  | +14.7 |
|                              | Conservateur                            | Brian Coleman                           | 53,378  | 31,9  | -9.2  |
|                              | Green                                   | Audrey Poppy                            | 17,904  | 10,7  | +1.2  |
|                              | Libéral Démocrate                       | Chris Richards                          | 13,800  | 8,3   | -4.3  |
|                              | UKIP                                    | Michael Corby                           | 7,331   | 4,4   | +2.3  |
| Majorité                     | Majorité                                | Majorité                                | 21,299  | 12,8  |       |
| Total des suffrages exprimés | Total des suffrages exprimés            | Total des suffrages exprimés            | 167,090 | 98.4  |       |
| Votes nuls                   | Votes nuls                              | Votes nuls                              | 2,671   | 1.6   |       |
| Participation                | Participation                           | Participation                           | 169,761 | 38,0  | -9.8  |
|                              | Travailliste vainqueur sur Conservateur | Travailliste vainqueur sur Conservateur | Swing   | -11.9 |       |

| Parti         | Parti                         | Candidat             | Voix    | %     | ±     |
| ------------- | ----------------------------- | -------------------- | ------- | ----- | ----- |
|               | Conservateur                  | Brian Coleman        | 72,659  | 40,4  | +7.0  |
|               | Travailliste                  | Nicky Gavron         | 52,966  | 29,4  | +4.1  |
|               | Libéral Démocrate             | Nick Russell         | 22,213  | 12,3  | -4.3  |
|               | Green                         | Miranda Dunn         | 16,782  | 9,3   | +0.9  |
|               | UKIP                          | Magnus Nielsen       | 3,678   | 2,0   | -4.1  |
|               | Christian (Christian Peoples) | Clement Adebayo      | 3,536   | 2.0   | N/A   |
|               | Démocrates anglais            | David Stevens        | 2,146   | 1,2   | N/A   |
|               | Left List                     | Dave Hoefing         | 2,074   | 1,2   | N/A   |
|               | Veritas                       | Graham Dare          | 510     | 0,3   | N/A   |
| Majorité      | Majorité                      | Majorité             | 19,693  | 11,0  | +10.6 |
| Participation | Participation                 | Participation        | 180,007 | 47,8  | +9.4  |
|               | Conservateur retenir          | Conservateur retenir | Swing   | +1.25 |       |

| Parti         | Parti                | Candidat             | Voix    | %     | ±    |
| ------------- | -------------------- | -------------------- | ------- | ----- | ---- |
|               | Conservateur         | Brian Coleman        | 47,640  | 33,4  | +0.5 |
|               | Travailliste         | Lucy Anderson        | 36,121  | 25,3  | -7.2 |
|               | Libéral Démocrate    | Jonathan Simpson     | 23,603  | 16,6  | -1.0 |
|               | Green                | Miranda Dunn         | 11,921  | 8,4   | -3.3 |
|               | UKIP                 | Magnus Nielsen       | 8,685   | 6,1   | +4.4 |
|               | Respect              | Elisabeth Wheatley   | 5,150   | 3,6   | N/A  |
| Majorité      | Majorité             | Majorité             | 11,519  | 8,5   | +8.1 |
| Participation | Participation        | Participation        | 135,034 |       |      |
|               | Conservateur retenir | Conservateur retenir | Swing   | +4.05 |      |

| Parti         | Parti                                  | Candidat        | Voix    | %    | ±   |
| ------------- | -------------------------------------- | --------------- | ------- | ---- | --- |
|               | Conservateur                           | Brian Coleman   | 41,583  | 32,9 | N/A |
|               | Travailliste                           | Helen Gordon    | 41,032  | 32,5 | N/A |
|               | Libéral Démocrate                      | Jonathan Davies | 22,295  | 17,6 | N/A |
|               | Green                                  | Miranda Dunn    | 14,768  | 11,7 | N/A |
|               | London Socialist                       | Candy Udwin     | 3,488   | 2,8  | N/A |
|               | UKIP                                   | Magnus Nielsen  | 2,115   | 1,7  | N/A |
|               | Maharishi's Natural Programmes         | Diane Derksen   | 1,081   | 0,9  | N/A |
| Majorité      | Majorité                               | Majorité        | 551     | 0,4  | N/A |
| Participation | Participation                          | Participation   | 136,384 | 35,0 | N/A |
|               | Conservateur vainqueur (nouveau siège) |                 |         |      |     |

## Référence
- (en) Cet article est partiellement ou en totalité issu de l’article de Wikipédia en anglais intitulé « Barnet and Camden (London Assembly constituency) » (voir la liste des auteurs).

1. ↑  https://www.londonelects.org.uk/sites/default/files/Barnet%20%26%20Camden.pdf
2. ↑  BBC Election 2008: results
3. ↑  Greater London Authority Election Results
4. ↑  London & Local Elections 2000: Barnet and Camden, BBC News